# Frances Spence
Frances Bilas Spence (ur. 2 marca 1922 w Filadelfii, USA, zm. 18 lipca 2012) – amerykańska matematyczka, programistka, jedna z sześciu programistek komputera ENIAC.

## Życiorys
Urodziła się jako Frances Bilas w Filadelfii. Była drugą z pięciu córek. Jej rodzice byli nauczycielami.  W 1938 ukończyła South Philadelphia High School for Girls i wstąpiła na Temple University. Wkrótce otrzymała stypendium i przeniosła się do Chestnut Hill College. Ukończyła studia na uniwersytecie z dyplomami z matematyki i fizyki. Już w czasie studiów uczyła w Simon Gratz High School w Filadelfii, by zostać nauczycielką matematyki. Jednak zaraz po studiach w 1942 została zatrudniona w Moore School of Electrical Engineering na University of Pennsylvania, gdzie zajęła się obliczeniami trajektorii balistycznych na potrzeby tablic strzelniczych dla artylerii. W 1945 została wybrana przez Armię, by zostać jedną z programistek komputera ENIAC, który miał zastąpić ręczne obliczenia. Poza programowaniem zajmowała się obliczeniami przy pomocy analizatora różnicowego. Oprócz niej zespół tworzyło pięć innych kobiet: Kathleen McNulty, Betty Jennings, Betty Snyder, Marlyn Wescoff i Ruth Teitelbaum. O ile mężczyźni, którzy budowali ENIACa, stali się bardzo znani, o programistkach szybko zapomniano. W Moore School poznała Homera Spence'a, który pracował jako inżynier elektryk przy ENIACu. W 1947 wzięli ślub. Gdy ENIAC został przeniesiony do laboratorium Aberdeen Proving Grounds, jej mąż został szefem działu badań nad komputerami. Frances porzuciła pracę, by urodzić pierwszego syna. Gdy Homer dostał nową pracę w Nowym Jorku, para przeniosła się tam, a Frances zajmowała się domem i trzema synami. Nie powróciła już do pracy w informatyce.

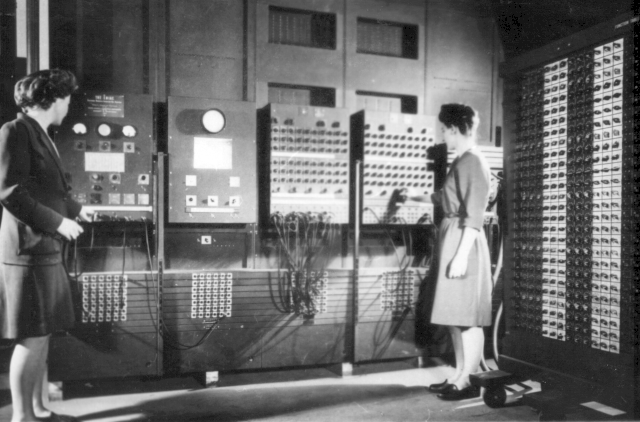
Betty Jennings (z lewej) i Frances Bilas przy głównym panelu sterującym komputera ENIAC

W 1997 roku została, wraz z innymi pierwszymi programistami ENIAC-a, uhonorowana w Hali Sław Women in Technology International. W 2010 ich praca została upamiętniona w filmie dokumentalnym Top Secret Rosies: The Female 'Computers' of WWII w reżyserii LeAnn Erickson.